# Ramón Cotarelo García
Ramón Cotarelo García   (Madrid, 1943) és un politòleg, escriptor, traductor i publicista nascut a Madrid. Catedràtic emèrit de Ciència Política i de l'Administració de la Universitat Nacional d'Educació a Distància, de la qual va ser vicerector entre 1984 i 1988.

## Biografia
És doctor en ciències polítiques i sociologia a la Universitat Complutense de Madrid, havent fet estudis de postgrau a la Universitat de Frankfurt i a la Universitat de Lancaster. El seu currículum acadèmic, així com una relació dels seus articles en revistes acadèmiques, ponències en congressos, pròlegs es troba a la seva pàgina web de la UNED.
Al llarg de la seva vida acadèmica ha seguit diverses línies d'investigació preferents a les quals ha fet diferents aportacions. La seva obra Els partits polítics (Madrid: Sistema, diversos anys) va ser llibre de text a les Facultats de Ciències Política. En aquest terreny de textos i manuals, també va aportar una Teoria del Estado y Sistemas políticos (escrit amb Andrés de Blas, Madrid: UNED, 1996) i una Introducción a la Ciencia Política (coeditat amb Juan Luis Paniagua Soto, Madrid: UNED, 1987).
El seu llibre sobre El Estado del bienestar (Del Estado del bienestar a l'Estat del malestar. Madrid: Centre d'Estudis Constitucionals, 1986, 1990) va ser pioner en certa manera, ja que avançava com la crítica neoliberal amenaçava ja en desmantellar l'Estat del benestar que no era capaç de contradir una elaboració doctrinal consistent, és a dir, de renovar els seus plantejaments justificatius. Va continuar amb aquesta preocupació d'articulació doctrinal l'Estat del benestar i en això van consistir les seves aportacions a les “Jornadas de Jávea” de l'any 1986 i subsegüents.
Igualment s'ha ocupat de l'anàlisi de la transició espanyola, període que va viure a primera fila, però sense involucrar-se directament en els esdeveniments. En les seves obres d'aquest assumpte, La transición democrática española (Comp. Amb J.F.Tezanos i A. de Blas, Madrid: Sistema, 1986) i Transición política i consolidación democràtica. España [1975-1986], (Comp. Madrid: Centre d'Investigacions Sociològiques, 1992), s'esforça per mantenir un punt de vista acadèmic i objectiu. Tanmateix, els sectors més crítics amb el procés polític espanyol l'acusen d'haver presentat una visió edulcorada i legitimatoria del conjunt del fenomen. El mateix autor sembla haver-se distanciat de les seves primeres posicions i adoptat un punt de vista més crític amb aquest.
Un altre tema sobre el qual ha publicat diverses obres al llarg dels anys és el de l'esquerra europea. Sobretot s'ha ocupat de l'evolució del comunisme i el socialisme, especialment a partir de la crisi de l'Estat del benestar, quan ha jutjat que l'esquerra es trobava davant d'un repte de vida o mort si no és capaç de recompondre l'impuls socialdemòcrata que va donar origen a aquell tipus d'Estat.
En els darrers anys, Cotarelo ha aconseguit certa rellevància en destacar el seu suport incondicional al «dret a decidir dels catalans» dins d'Espanya. No té cap problema a anomenar el dret a decidir com el que realment és, dret d'autodeterminació, i sobre això ha publicat una extensa obra, La desnacionalización de España. De la nación posible al Estado fallido. (València: Tirant lo Blanch, 2015). Tot i declarar-se nacionalista espanyol i mostrar-se defensor d'aquest «dret a decidir» de la condició de «nació» de Catalunya, critica la posició de l'estat espanyol i dels partits majoritaris vers el problema.
No és l'única vegada que Cotarelo compagina la seva feina intel·lectual amb activitats en el món de la publicitat. Així ho va fer igualment entre els anys de 1990 i 1996 quan, de nou contra el corrent, va sortir en defensa dels governs socialistes de Felipe González, fuetejats per la corrupció i el terrorisme d'Estat. Aquesta defensa que també el va enfrontar amb l'establiment mediàtic, apareix reflectit en diverses obres més circumstancials de l'època, la més coneguda de totes, La Conspiración: El golpe de Estado difuso (Barcelona: Ediciones B, 1995), en què es denunciava una conjura politicomediàtica per enderrocar el govern de González per mitjans poc democràtics, com algun dels seus protagonistes van reconèixer. En les seves obres ha fet una anàlisi crítica de la transició espanyola des del punt de vista de l'esquerra. També va criticar les accions de la premsa dretana i del propi Partit Popular contra el govern de Felipe González a les eleccions generals espanyoles de 1993 i 1996. Tot i que aquesta defensa dels governs socialistes no el van esquitxar amb els casos de corrupció, sí hi va haver veus que el van relacionar amb una pretesa defensa del terrorisme d'Estat. Cotarelo es defensa, assenyalant que va ser un dels escassos publicistes que des del primer moment va denunciar els GAL per escrit, demanant que s'investiguessin a fons, caigués qui caigués, en un primerenc article al diari El Independiente, publicat el 18 de novembre de 1988 sota el títol "GAL, GANE, gatos", quan encara no s'havia iniciat el procés penal contra aquesta organització terrorista.
Orientat al cultiu de la teoria i la pràctica de l'impacte de les noves tecnologies de la informació i la comunicació en el procés polític, singularment internet i la seva importància en el sorgiment d'un camp nou d'acció política definit com a Ciberpolítica. Són nombroses les seves publicacions en aquest camp i no només publicacions. De fet, és el presentador de les periòdiques jornades de Ciberpolítica l'Estat espanyol, de les que s'han celebrat ja tres edicions. També és un ciberactivista, autor de "Palinuro", un bloc molt conegut, amb una mitjana de 15.000 visites úniques diàries. Igualment compta amb una forta presència a les xarxes socials, amb 191.700 seguidors a Twitter el gener de 2022.
L'any 2018 va traslladar la seva residència de Madrid a Girona, recalant finalment a Sant Julià de Ramis.

## Fites polítiques
Durant la dictadura, Cotarelo va ser molt actiu en la lluita antifranquista. No va tenir militància digna de ressenya en partits polítics. Va estar quatre mesos afiliat al PCE, entre 1962 i 1963 i dos en una organització que va ajudar a fundar el 1963, anomenada "Proletari" que després confluiria amb unes altres en el PCE (m - l). En canvi va mantenir sempre la seva militància a la FUDE (Federació Universitària Democràtica Espanyola), que era una organització frontista, en la qual hi havia diversos partits d'oposició. Va ser detingut en tres ocasions per la Brigada Politicosocial i condemnat pel Tribunal d'Ordre Públic a dos anys de presó (1967-1969) per "propaganda i manifestació il·legals".
En el Referèndum sobre la permanència d'Espanya a l'OTAN, convocat pel govern de Felipe González, Cotarelo va estar a favor del sí. El va argumentar en un article publicat a El País l'11 de març de 1986, el dia de reflexió.
A les eleccions al Parlament de Catalunya de 2017 va tancar la llista d'ERC si bé poc temps després va iniciar una dura picabaralla, sovint molt pujada de to, amb el partit, al que acusava d'estar disposat a tornar a l’autonomisme. També assenyalava directament Sergi Sol com el responsable d’haver-lo censurat a la ràdio i televisió públiques catalanes Aquest enfrontament amb Esquerra va quedar ben palès en el seu cara a cara amb Josep Huguet en el programa FAQS de tv3 del 16 d'abril del 2021.
A les eleccions generals espanyoles d'abril de 2019, i amb polèmica prèvia, va anar en el sisè i últim lloc de la llista de JuntsXCat per Girona.

## Obres

### Assaig
- 1979: Crítica de la teoría de sistemas, Madrid: Centro de investigaciones sociológicas.
- 1979: Indice analítico de la Constitución española (con Enrique Linde), Madrid: Editora Nacional
- 1981: Introducción a la Teoría del Estado (Comp.), Barcelona: Teide. (Varias reediciones)
- 1982: Las utopías en el mundo occidental (Comp.), Madrid: Universidad Internacional Menéndez Pelayo.
- 1984: Orwell, 1984. Reflexiones desde 1984 (Comp. con Carlos García Gual), Madrid: Espasa-Calpe.
- 1985: Los partidos políticos Madrid: Sistema. (Varias reediciones). (ISBN 978-84-86497-00-2)
- 1986: Del Estado del bienestar al Estado del malestar, Madrid: Centro de Estudios Constitucionales. (2ª ed.: 1990)
- 1986: Teoría del Estado y sistemas políticos, 2 vols. (el I, con Andrés de Blas), Madrid: UNED (Varias reediciones).
- 1987: Resistencia y desobediencia civil, Madrid: Eudema.
- 1987: Introducción a la Ciencia Política (Comp. con Juan Luis Paniagua Soto), Madrid: UNED (Varias reediciones).
- 1988: Teoría del Estado (Con Andrés de Blas), Madrid: UNED (Varias reediciones).
- 1989: Lineamenti del sistema politico spagnolo, Florencia, Universitá di Firenze,
- 1989: La transición democrática española (Comp. con J.F.Tezanos y A. de Blas). Madrid: Sistema.
- 1989: La izquierda, desengaño, resignación, utopía, Madrid: Ediciones del Drac.
- 1990: En torno a la teoría de la democracia, Madrid: Centro de Estudios Constitucionales.
- 1992: El mundo después de la guerra (Comp.), nº ext. de la revista Aldaba, UNED: Melilla.
- 1992: Transición política y consolidación democrática en España (1976-1986), (Comp.) Madrid: Centro de Investigaciones Sociológicas.
- 1993: Cambio de rumbo. Relatos. Melilla: UNED.
- 1993: Sistemas políticos de la Unión Europea., (con Paloma Román y Juan Maldonado), Madrid: Universitas.
- 1994: Las Ciencias Sociales en España. 3. La Ciencia Política y de la Administración, (Coordinador) Madrid: Editorial Complutense.
- 1995: Temas de materias sociales: Teoría Política, (Coordinador) Madrid: Ministerio de Administraciones Públicas (Dos vols.)
- 1995: La conspiración. El golpe de estado difuso, Barcelona, Ediciones B
- 1996: El alarido ronco del ganador. Las elecciones de 1996, los medios de comunicación y el porvenir de España, Barcelona: Grijalbo-Mondadori. ISBN 84-253-2989-2
- 1997: El desgobierno de la derecha, Barcelona: Ediciones B.
- 1998: El cuarto poder. Medios de comunicación y legitimidad democrática en España (con Juan Carlos Cuevas) (Eds.), Melilla: UNED.
- 1998: Ordeno y mando. La derecha contra el Estado de derecho. Madrid: Temas de Hoy. ISBN 84-7880-947-3
- 2004: Política y literatura. La obra de Ayn Rand, València: UNED.
- 2004: Medios de comunicación y proceso político. Nº monográfico de la Revista Política y Sociedad (Comp. con Óscar García Luengo), Vol. 41, nº 1, Madrid.
- 2005: La fábula del otro yo. La figura del doble en la literatura. València: UNED-.
- 2006: La izquierda del siglo XXI, Bogot: Universidad Externado.
- 2010: La política en la era de Internet. València: Tirant lo Blanch.
- 2011: Memoria de franquismo. Madrid: Akal.
- 2012: El sueño de la verdad. Los conflictos en la sociedad abierta. Madrid: La catarata
- 2012: España en crisis. Balance de la segunda legislatura de Rodríguez Zapatero. 	(comp. Con César Colino) València: Tirant Lo Blanch.
- 2012: La comunicación política y las nuevas tecnologías. (Comp. con Ismael Crespo). 	Madrid: La catarata.
- 2013: Ciberpolítica. Las nuevas formas de acción y comunicación políticas (Comp.) València: Tirant lo Blanch.
- 2013: Rompiendo amarras. La izquierda entre dos siglos. Una visión personal. Madrid: Akal.
- 2014: La democracia del siglo XXI. Política, medios de comunicación, internet y redes sociales. (Edición con José Antonio Olmeda) Madrid: Centro de Estudios Políticos y Constitucionales.
- 2015: La desnacionalización de España. De la nación posible al Estado fallido. València: Tirant Lo Blanch.
- 2015: La antitransición. La derecha neofranquista y el saqueo de España. València: Tirant Lo Blanch. (Con José Manuel Roca)
- 2015: Introducción a la política. València: Tirant lo Blanch
- 2016: La República Catalana. Barcelona: Ara Llibres.
- 2018: España quedó atrás. Barcelona: Ara Llibres.
- 2018: Todos los Hombres del Presidente. València: Tirante lo Blanch
- 2019: Discurso a la nación catalana. Barcelona: Ara Llibres.
- 2019: Extramuros. Cataluña y la izquierda española. València: Tirante lo Blanch
- 2019: Els nous dictadors. València: La Caja Books.
- 2019: Los nuevos dictadores. València: La Caja Books.
- 2020: Ramón Cotarelo. Vivències i creences, Girona: Llibres del segle.
- 2020: El manantial: la Biblia del Neoliberalismo, Valencia: Tirant Lo Blanch.
- 2021: La llibertat d'expressió a Catalunya, Kindle/Amazon.
- 2022: Cròniques catalanes, Dos volums. Kindle/Amazon.

### Novel·la
- 1995: Fraternidad (Novela), Madrid: Endymion
- 1997: ¿Quién tiene la culpa? (Novela), Palma: Calima ediciones

### Traduccions al castellà
- 1974: La Europa revolucionaria (George Rudé), Madrid, Siglo XXI
- 1974: La Europa del Renacimiento (J. Hale), Madrid, Siglo XXI
- 1975: La filosofía del arte (Arnold Hauser), Madrid, Guadarrama
- 1977: Filosofía del dinero (Georg Simmel), Madrid, IEP
- 1977: Obras políticas escogidas (Rosa Luxemburg) en col. con José Luis Iglesias Riopedre, Madrid, Ayuso, 1977.
- 1981: Reconstrucción del materialismo histórico (Jürgen Habermas) en col. con Jaime Nicolás Muñiz, Madrid, Taurus, 1981.
- 1981: Sistemas electorales del mundo (Dieter Nohlen), Madrid, CEC, 1981.
- 1981: Oportunidades vitales (Ralph Dahrendorf), Madrid, Espasa-Calpe, 1981.
- 1982: Teoría constitucional (Geoffrey Marshall), Madrid, Espasa-Calpe, 1982.
- 1985: Conciencia moral y acción comunicativa (Jürgen Habermas), Barcelona, Edicions 62, 1985.
- 1985: La reinterpretación de la sociología (Peter L. Berger), Madrid, Espasa-Calpe, 1985.
- 1987: El proceso de la civilización (Norbert Elias), Madrid, Fondo de Cultura Económica, 1987.
- 1988: Ensayos políticos (Jürgen Habermas), Barcelona, Edicions 62.
- 2010: Introducción a la teoría política (Andrew Heywood), València, Tirant lo Blanch
- 2010: La transformación del Estado. Más allá del mito del repliegue (Georg Sorensen), València, Tirant lo Blanch (en prensa)
- 2011: El otro mundo. Los Estados e Imperios de la Luna y los Estados e Imperios del Sol. (Cyrano de Bergerac), Traducción, estudio introductoria y notas. Madrid, Akal.
- 2014: Visión de las utopías reales (Erik Olin Wright). Madrid: Akal.
- 2014: El derecho antiguo (Henry Sumner Maine). València: Tirant Lo Blanch.
- 2015: El año 2440. (Sébastien Mercier). Madrid: Akal.
- 2019: De la política. I De Herodoto a Maquiavelo. (Alan Ryan). València: Tirant Lo Blanch.
- 2020: Catalunya Contra Castilla. (Anton Sieberer). València: Tirant Lo Blanch.